# Барон Хэнли

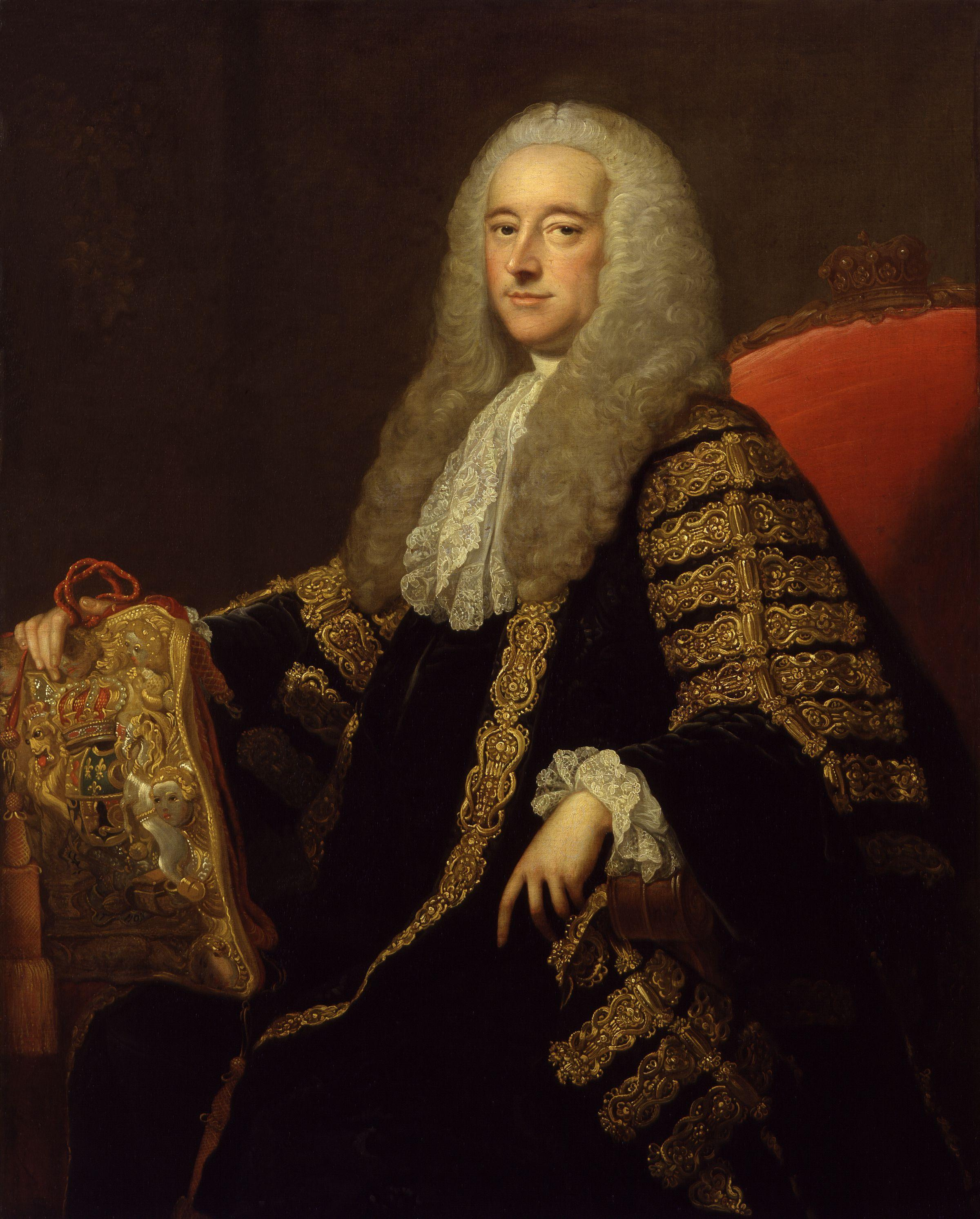
Роберт Хэнли, 1-й барон Хэнли, 1-й граф Нортингтон (1708—1772)

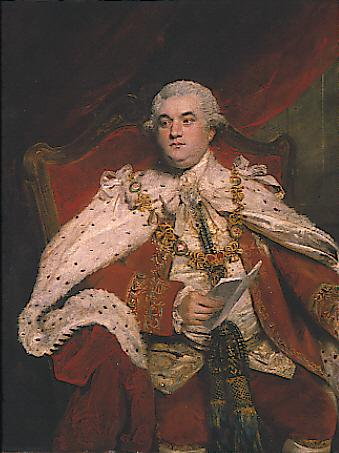
Роберт Хэнли, 2-й граф Нортингтон (1747—1786), лорд-лейтенант Ирландии (1783—1784)

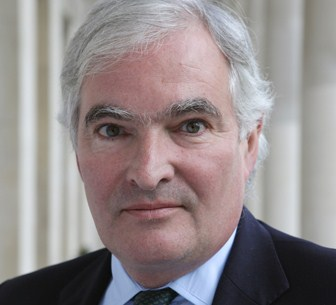
Оливер Майкл Роберт Иден, 8-й барон Хэнли (род. 1953)

Барон Хэнли — аристократический титул, который был присвоен дважды: сначала в Пэрстве Великобритании, а затем в Пэрстве Ирландии. 

## История
Впервые баронский титул был создан 27 марта 1760 года для сэра Роберта Хэнли (ок. 1708—1772) Он занимал должности генерального прокурора Англии и Уэльса (1756—1757), лорда-хранителя Большой печати (1757—1761), лорда-канцлера (1761—1766), лорда-председателя Совета (1766—1767) и лорда-лейтенанта Гэмпшира (1764—1771). 19 мая 1764 года для него также был создан титул графа Нортингтона. Его сын и преемник, Роберт Хэнли, 2-й граф Нортингтон, ранее заседал в Палате общин Великобритании от Гэмпшира (1768—1772). После смерти Роберта Хэнли, 2-го графа Нортингтона (1747—1786), титулы графа и барона прервались. Леди Элизабет Хэнли (ум. 1821), младшая дочь первого графа, стала женой дипломата Мортона Идена (1752—1830). Он был послом Великобритании в Баварии (1776—1779), Дании (1779—1782), Саксонии (1783—1791), Пруссии (1791—1793), Австрии (1793—1794, 1794—1799) и Испании (1794—1795).
9 ноября 1799 года для Мортона Идена был возрожден титул барона Хэнли из Чардстока в графстве Дорсет (Пэрство Ирландии). Его сын, Роберт Иден, 2-й барон Хэнли (1789—1841), принял себе фамилию «Хэнли» вместо «Иден» и, в частности, опубликовал биографию своего деда по материнской линии. Он заседал в Палате общин от Фоуи (1826—1830). Его сын, Энтони Хэнли Хэнли, 3-й барон Хэнли (1825—1898), был либеральным депутатом Палаты общин от Нортгемптона (1859—1874). 28 июня 1885 года для него был возрожден титул барона Нортингтона из Уотфорда в графстве Нортгемптон (Пэрство Соединённого королевства). Этот титул давал ему и его потомкам автоматическое место в Палате лордов Великобритании.
Его младший сын, Фрэнсис Роберт Хэнли, 6-й барон Хэнли (1877—1962), возобновил фамилию «Иден» в 1925 году, в том же году он стал преемником своего сводного брата в качестве барона Хэнли и графа Нортингтона. По состоянию на 2013 год пэром являлся его внук, Оливер Майкл Роберт Иден, 8-й барон Хэнли, 6-й граф Нортингтон (род. 1953), который стал преемником своего отца в 1977 году. Он является консервативным политиком и служил в консервативных администрациях Маргарет Тэтчер, Джона Мейджора и Дэвида Кэмерона (консервативный главный «кнут» и оппозиционный главный «кнут» в Палате лордов в 1998—2001 годах, заместитель министра по вопросам окружающей среды в 2010—2011 годах, министр по предупреждению преступности и антисоциального поведения в 2011—2012 годах). Нынешний лорд Хенли является одним из девяноста избранных наследственных пэров, которые остались в Палате лордов после принятия Акта Палаты лордов 1999 года.
Бароны Хэнли являются членами известной семьи Иден. 1-й барон Хэнли был пятым сыном сэра Роберта Идена, 3-го баронета из Вест Окленда, и младшим братом Уильяма Эдема, 1-го барона Окленда (1745—1814). Их старший брат сэр Роберт Иден, 1-й баронет из Мэриленда (второй сын 3-го баронета Вест Окленд), был прапрадедом премьер-министра Великобритании Энтони Идена, 1-го графа Эйвона (1897—1977), и предком консервативного политика Джона Бенедикта Идена, барона Идена из Уинтона (род. 1925). Он был депутатом Палаты общин от Западного Борнмута (1954—1983).

## Бароны Хэнли, первая креация (1760)
- 1760—1772: Роберт Хэнли, 1-й барон Хэнли[англ.] (1708 — 14 января 1772), сын Энтони Хэнли, граф Нортингтон с 1764 года[1].

## Графы Нортингтон (1764)
- 1764—1772: Роберт Хэнли, 1-й граф Нортингтон[англ.] (1708 — 14 января 1772), сын Энтони Хэнли, внук сэра Роберта Хэнли[1]
- 1772—1786: Роберт Хэнли, 2-й граф Нортингтон[англ.] (3 января 1747 — 5 июля 1786), единственный сын предыдущего[2]. Лорд-лейтенант Ирландии (1783—1784).

## Бароны Хэнли, вторая креация (1799)
- 1799—1830: Мортон Фредерик Иден, 1-й барон Хэнли[англ.] (8 июля 1752 — 6 декабря 1830), младший сын сэра Роберта Идена, 3-го баронета (ум. 1755), супруг с 1783 года леди Элизабет Хэнли (ум. 1821), дочери 1-го графа Нортингтона[3]
- 1830—1841: Роберт Хэнли Хэнли, 2-й барон Хэнли[англ.] (3 сентября 1789 — 3 февраля 1841), второй сын предыдущего[4]
- 1841—1898: Энтони Хэнли Хенли, 3-й барон Хэнли, 1-й барон Нортингтон[англ.] (12 апреля 1825 — 27 ноября 1898), старший сын предыдущего[5]
- 1898—1923: Фредерик Хэнли Хэнли, 4-й барон Хэнли, 2-й барон Нортингтон (17 апреля 1849 — 23 декабря 1923), старший сын предыдущего от первого брака[6]
- 1923—1925: Энтони Эрнест Хэнли Хэнли, 5-й барон Хэнли, 3-й барон Нортингтон (3 июля 1858 — 23 октября 1925), младший брат предыдущего[7]
- 1925—1962: Фрэнсис Роберт Иден, 6-й барон Хэнли, 4-й барон Нортингтон (11 апреля 1877 — 21 апреля 1962), младший (второй) сын 3-го барона Хэнли, сводный брат предыдущего[8]
- 1962—1997: Майкл Фрэнсис Иден, 7-й барон Хенли, 5-й барон Нортингтон[англ.] (13 августа 1914 — 20 декабря 1977), старший сын предыдущего[9]
- 1997 — настоящее время: Оливер Майкл Роберт Иден, 8-й барон Хэнли, 6-й барон Нортингтон (род. 22 ноября 1953), старший сын предыдущего[10]
  - Наследник титула: достопочтенный Джон Майкл Оливер Иден (род. 30 июня 1988), старший сын предыдущего[11].